# Anna Dąbrowska (judoczka)
Anna Dąbrowska (ur. 6 kwietnia 1998) – polska judoczka.

## Kariera sportowa
Zawodniczka MKS Juvenia Wrocław (od 2011). Brązowa medalistka mistrzostw świata kadetek 2015. Wicemistrzyni Europy kadetek 2014. Dwukrotna brązowa medalistka zawodów pucharu Europy (Bratysława 2018, Orenburg 2019). Trzykrotna medalistka mistrzostw Polski seniorek w kategorii do 57 kg: srebrna 2016 i dwukrotna brązowa (2017, 2018). Ponadto m.in. mistrzyni Polski juniorek 2018.